# Trevesia longipedicellata
Trevesia longipedicellata är en araliaväxtart som beskrevs av Igor Vladimirovich Grushvitzky och Nina Timofeevna Skvortsova. Trevesia longipedicellata ingår i släktet Trevesia och familjen araliaväxter. Inga underarter finns listade.